# Mathildoidea
Mathildoidea zijn een superfamilie van slakken.

## Taxonomie
De volgende families zijn bij de superfamilie ingedeeld::
- † Gordenellidae Gründel, 2000[1]
- Mathildidae Dall, 1889
- † Schartiidae Nützel & Kaim, 2014
- † Trachoecidae Bandel, 1994